# Massaker von Kafr Qasim

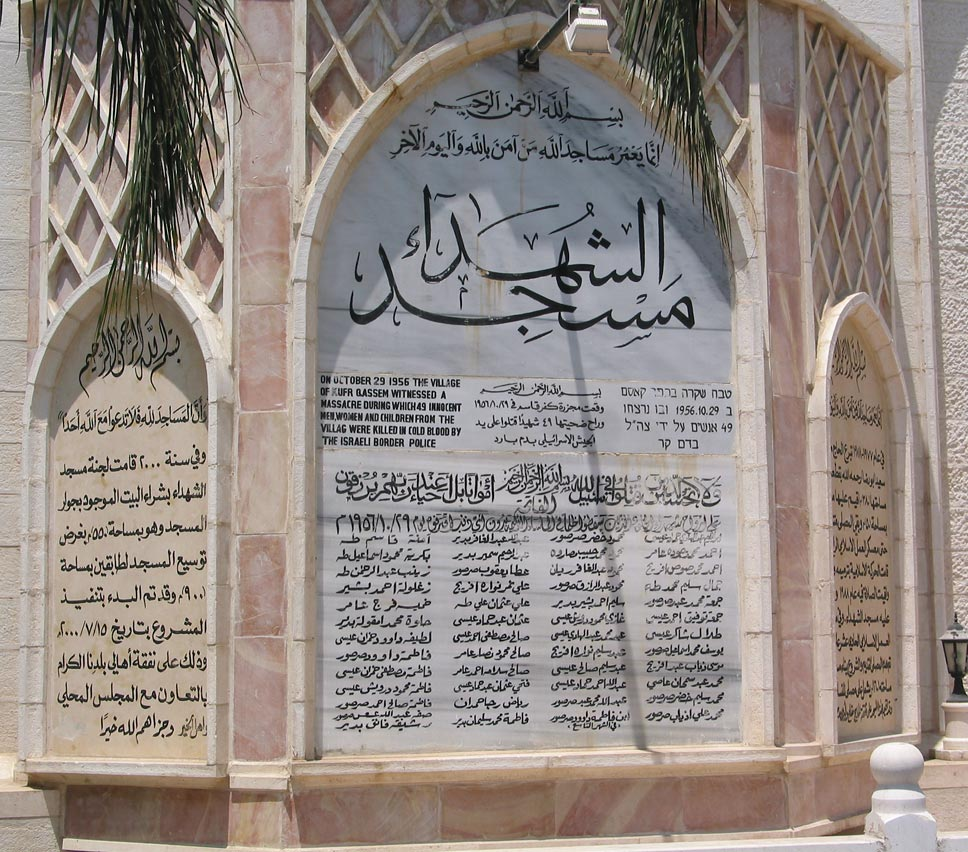
Gedenktafel in Kafr Qasim

Das Massaker von Kafr Qasim geschah zu Beginn des Sinaifeldzuges am 29. Oktober 1956 im Dorf Kafr Qasim, das im israelischen Grenzstreifen Meschullasch entlang der Grünen Linie zum damals jordanisch annektierten Westjordanland liegt. Israelische Grenzpolizisten ermordeten dabei 48 arabische Israelis, darunter 23 Kinder und Jugendliche. Ein weiterer Mann starb an einem durch das Massaker ausgelösten Herzinfarkt.
Es handelte sich um Rückkehrer von der Arbeit, die unwissentlich eine unmittelbar zuvor vorgezogene nächtliche Ausgangssperre für arabisch besiedelte israelische Grenzorte verletzt hatten. Dem Kommandanten war diese Tatsache bewusst, er gab aber Befehl, jeden zu erschießen, der nach 17 Uhr noch auf der Straße war. Arabische Israelis standen damals noch immer unter Militäraufsicht und galten der jüdischen Mehrheit als Gefahr im eigenen Land. Die deshalb vor dem Feldzug verhängte Ausgangssperre für alle arabisch besiedelten israelischen Orte an der Grünen Linie zu Jordanien wurde kurzfristig von 22 Uhr auf 17 Uhr vorverlegt, als viele betroffene Bewohner außerhalb der Orte bei der Arbeit waren. 
Während alle anderen Einheiten in den benachbarten Orten den Schießbefehl ignorierten und die Arbeiter auf ihrem Heimweg passieren ließen, wurde er in Kafr Qasim an mehreren Stellen befolgt. Die Erschießungen erfolgten in neun Wellen zwischen 17 und 18 Uhr.ʿʿʿ
Arabische Berichte sprechen oft von 49 Toten, weil dort ein ungeborenes Kind mitgezählt wird. Die Toten wurden in einem Massengrab begraben, die Verletzten wegen der Ausgangssperre erst am nächsten Tag geborgen. Erst anderthalb Monate später, nach Abschluss einer von der Regierung eingeleiteten Untersuchung und nach Zahlung von Entschädigungsgeldern an die Familien der Opfer, informierte Regierungschef David Ben-Gurion die Öffentlichkeit in einer Ansprache vor der Knesset über die Vorkommnisse und kündigte ein Gerichtsverfahren an.
Acht der Täter wurden im Oktober 1958 zu bis zu 17 Jahren Haft verurteilt, die Strafen wurden jedoch wiederholt reduziert; schließlich wurden die verbliebenen Offiziere bereits im folgenden Jahr nach Begnadigung durch Ben-Gurion aus der Haft entlassen.
Im Dezember 2007 entschuldigte sich der damalige israelische Präsident Schimʿon Peres für das Massaker. Reʾuven Rivlin nahm am 26. Oktober 2014 als erster amtierender Staatspräsident an der Gedenkzeremonie für die Opfer des Massakers teil. Er nannte das Massaker ein „furchtbares Verbrechen“.
Initiativen arabischer Mitglieder der Knesset, deren Mehrheit für eine offizielle Anerkennung der staatlichen Verantwortung für das Verbrechen zu gewinnen, blieben bisher jedoch ohne Erfolg.
Die israelische Militärjustiz belangte 1958 Kommandant und Schützen von Kafr Qasim, nicht die anderen. Denn die diensthabenden Kommandanten der Grenzpolizei an allen anderen arabisch besiedelten israelischen Grenzorten hatten 1956 den Befehl ignoriert. Staatspräsident Jizchak Ben Zwi erteilte schon 1959 einen Straferlass für die zehn wegen Mordes verurteilten Personen. Ihr Beispiel zeigt die überwiegende Praxis. 2021 steht ein Gesetzesentwurf zur Abstimmung, der − nach Ben-Gurions Eingeständnis des Massakers 1956 und Einleitung der Gerichtsverfahren − die erneute offizielle Anerkennung und insbesondere das Unterrichten an Schulen als Beispiel für einen „offenkundig rechtswidrigen Befehl“, dem Soldaten nicht gehorchen müssen, zum Thema hat.
Die Prozessprotokolle wurden allerdings noch bis 2022 – 66 Jahre lang – von den israelischen Behörden geheim gehalten mit dem Argument, eine Freigabe würde die nationale Sicherheit Israels gefährden. Während des Prozesses hatte unter anderem der verantwortliche Kommandant der Golani-Brigade, Leutnant Issachar »Jiska« Schadmi (יששכר (ישכה) שדמי), gesagt: »Es ist wünschenswert, dass es eine Reihe von Todesopfern gibt.« Aus den Protokollen geht außerdem hervor, dass es einen expliziten Befehl gab, auch die Personen zu erschießen, die nicht wissen konnten, dass der Beginn der Ausgangssperre vorverlegt worden war, und dass das Vorgehen dazu dienen sollte, verbliebene israelische Palästinenser so einzuschüchtern, dass sie aus Israel nach Jordanien fliehen.
Im Mai 2024 hatte ein israelischer Dokumentarfilm über das Massaker von Kafr Qasim Premiere in Tel Aviv: The 1957 Transcripts (hebräisch דגל שחור Dégel schachór, deutsch ‚Schwarze Fahne‘; Massaker von Kafr Qasim bei IMDb) von Regisseurin Ayelet Heller, Produzentin Osnat Trabelsi und Redakteurin Hadas Ayalon. Der Film verwendet Archivmaterial, nachgestellte Szenen und Interviews mit Überlebenden und Angehörigen der Opfer.